# Уилсон, Лидия (поэтесса)
Лидия Уилсон (фр. Lydie Wilson; 9 апреля 1850, Париж — 10 сентября 1880, там же) — французская поэтесса, переводчик. Писала на французском и окситанском языках.
Участница французского литературного движения фелибров, созданного с целью возрождения провансальской литературы.

## Биография
Родилась в семье отца шотландского происхождения и матери-фламандки. Интересовалась литературой и музыкой с детства, её родители были страстными поклонниками живописи и искусств и поощряли развитие её талантов к музыке, живописи и поэзии.
Посещая салоны, познакомилась со многоми поэтами-парнасцами, в том числе со своим будущим мужем, другом детства. Уехала в Англию на два года, чтобы завершить образование. В 1873 году вышла замуж за Луи-Ксавьера де Рикара, участника Парижской Коммуны. Через несколько месяцев они поселились в регионе Монпелье; сначала в Мас-дю-Дьябль в Кастельно-ле-Лез), затем в Мас-де-ла-Лаузета и в Монпелье.

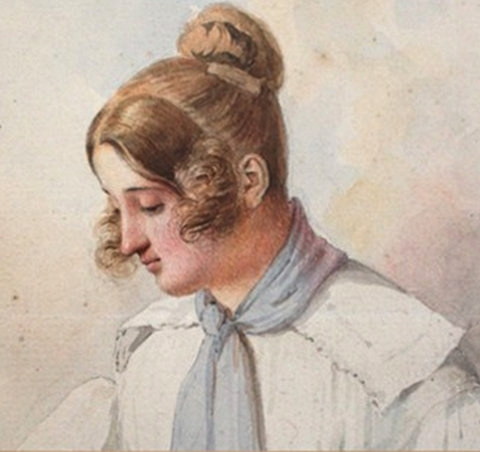

Умерла от туберкулёза